# Arthur Koestler
Pour les articles homonymes, voir Koestler (homonymie).
Dans le nom hongrois Kösztler Artúr, le nom de famille précède le prénom, mais cet article utilise l’ordre habituel en français Artúr Kösztler, où le prénom précède le nom.
Arthur Koestler, né Artúr Kösztler ([ˈɒɾtuːɾ], [ˈkøstlɛɾ]) le 5 septembre 1905 à Budapest et mort le 1er mars 1983 à Londres, est un romancier, journaliste et essayiste hongrois, naturalisé britannique.

## Biographie
Arthur Koestler naît dans une famille juive hongroise, de langue allemande. Il est le fils d'Henrik Koestler, un industriel et inventeur prospère dont le grand succès commercial avait été le « savon de santé », dans lequel les graisses animales, difficiles à trouver durant la Première Guerre mondiale, étaient remplacées par des substances minérales faiblement radioactives. On pensait en effet à cette époque que la radioactivité avait des vertus curatives. Sa mère, Adele Jeiteles, née le 25 juin 1871 à Prague, passe sa jeunesse à Vienne.
Entre 1922 et 1926, Arthur Koestler étudie l'ingénierie à l'école polytechnique de Vienne ainsi que, de concert, la philosophie et la littérature au sein de l'université de la même ville. Il fait partie de l'une des associations d'étudiants juifs, Unitas, et s'y familiarise avec le judaïsme. Il fait la connaissance de Vladimir Jabotinsky, dont il est, durant quelques semaines, le secrétaire, et adhère à la cause sioniste révisionniste qui veut créer en Palestine un État juif moderne et démocratique. Koestler devient le plus jeune président des associations d'étudiants sionistes et le cofondateur du Betar (mouvement de jeunesse sioniste révisionniste). Parallèlement à ses études, il étudie la psychanalyse, lisant Freud aussi bien que les écoles dissidentes, Jung, Adler, Stekel.
Le 1er avril 1926, il abandonne ses études et part en Palestine comme simple khaluts (pionnier ou ouvrier agricole dans une kvutsa, communauté plus petite que le kibboutz). Son expérience ne dure pas longtemps car il n'a aucun goût pour l'agriculture ; son livre La Tour d'Ezra s'en inspire. Il part pour Haïfa où, avec Abram Wienshall, il crée Zafon (hebdomadaire en hébreu), ainsi que Sehutenu [Notre droit], qui est la ligue des droits civiques, fournissant une assistance judiciaire aux juifs. Il accède à une première célébrité en interviewant le roi Fayçal d'Irak.
Il est nommé correspondant à Paris puis à Berlin, le 14 septembre 1930, comme journaliste scientifique. Il sera ainsi le seul journaliste à bord du Graf Zeppelin lors de son expédition polaire.
Il entre secrètement en 1931 au Parti communiste allemand et devient un agent du Komintern. Il fait plusieurs séjours en Union soviétique dans les années qui suivent.
À l'automne 1933, à l'arrivée de Hitler au pouvoir, il s'installe à Paris. Willy Münzenberg, le patron de la propagande du Komintern, lui demande alors d'écrire une brochure sur un home d'enfants de réfugiés allemands ouvert par le Parti dans une villa de Maisons-Laffitte. Il en tire son premier roman : Les Aventures d'exil du camarade Cui-Cui et de ses amis.
Couvrant la guerre d'Espagne pour un journal anglais, il est emprisonné et condamné à mort par les franquistes, mais est échangé quelque temps plus tard contre la femme d'un pilote franquiste, retenue par les républicains. De cet épisode naît le livre Un testament espagnol, qui est d'abord publié en anglais par l'éditeur Gollancz. Le succès remporté par ce témoignage conduit à des traductions de l'ouvrage en plusieurs langues. C'est ainsi que ce témoignage exceptionnel est publié sans changement de titre en français. Mais, curieusement, l'édition française, sans qu'aucune raison soit donnée, ne comporte pas la totalité de la traduction du texte anglais. À la suite de cette expérience et en raison notamment de son opposition au stalinisme et des procès de Moscou, il quitte le Parti communiste en 1938 après l'exécution de Boukharine.
Durant la « drôle de guerre », Arthur Koestler couvre la situation en France et, sous le gouvernement Daladier, il est arrêté par la police française avec d'autres réfugiés, jeté dans la « cave à charbon » de la préfecture, puis interné au stade Roland-Garros (alors devenu camp de détention). Il est ensuite interné au camp du Vernet en tant qu' « étranger indésirable », comme ce fut le cas pour de nombreux autres — pour la plupart antinazis et antifascistes — ayant fui les régimes de leurs pays.
À la suite de pressions antifascistes et britanniques, il est libéré. Pour échapper à une nouvelle arrestation, il s'engage au cours de l'exode dans la Légion étrangère, sous un faux nom, puis quitte sans autorisation les rangs de la Légion pour rejoindre Londres. Le livre autobiographique La Lie de la terre, entièrement consacré à cette période française, tire son nom des communiqués officiels rapportés par les journaux, qui qualifiaient les étrangers arrêtés préventivement de « véritable lie de la terre ».

Le sculpteur français Jean-Louis Faure a consacré en 1994 une sculpture sur le thème de Jean-Paul Sartre et Simone de Beauvoir refusant de serrer la main d'Arthur Koestler.

En 1940, il publie Darkness at Noon, traduit en 1945 sous le titre Le Zéro et l'Infini. Ce texte, qui préfigure de vingt ans le récit L'Aveu d'Arthur London, décrit l'emprisonnement, le procès stalinien et l'exécution d'un haut responsable soviétique, inspiré des procès de Moscou, dont il a été témoin et de l'expérience de l'emprisonnement de son amie de jeunesse Éva Zeisel. Cette dénonciation du stalinisme lui vaut beaucoup d'inimitiés parmi les intellectuels français de gauche (Simone de Beauvoir en particulier — qui ira jusqu'à dire de lui « c'est une véritable ordure », allant jusqu'à le traiter d'« imbécile si sûr de lui »). Francine Bloch figure parmi les très rares journalistes sympathisants communistes qui prennent la défense de l'œuvre et de l'homme. Koestler veut dénoncer tous les totalitarismes et, au-delà de ceux-ci, ceux qu'il appelle « les systèmes clos », qu'il considère comme des perversions dangereuses. Il englobe sous cette appellation le nazisme, le totalitarisme stalinien, la pensée psychanalytique, voire certaines conceptions de la science.
Ayant demandé à rejoindre l'armée britannique, puis servi pendant un an dans le Royal Pioneer Corps (en), il est affecté en mars 1942 à la conception d'émissions et de films de propagande au ministère de l'Information britannique. Dans ce cadre, il rencontre Jan Karski et lit à la BBC en mai 1943 le texte rédigé par ce dernier pour la radio : « L'extermination de masse des Juifs – Rapport d'un témoin oculaire ».
Après la guerre, Koestler, qui a conquis une notoriété internationale, est fasciné par la création de l’État d'Israël, création qu'il décrit de façon magistrale dans l'Analyse d'un Miracle.
Dans les débuts de la guerre froide, Arthur Koestler sert la propagande anticommuniste menée par les services de renseignements britanniques. Il est l’un des plus importants conseillers de l’Information Research Department lors de sa mise en place en 1948 et milite au sein du Congrès pour la liberté de la culture, association financée par la CIA dans sa politique de guerre froide culturelle. Arthur Koestler est fait officier de l'ordre de l'Empire britannique (OBE) en 1972.
Arthur Koestler considère que l’humanité a traversé un moment historique fondamental avec l’invention puis l’utilisation de la bombe atomique à Hiroshima. Pour lui, l’homme ne peut pas désinventer ce qu’il a inventé et possède désormais les moyens de son propre anéantissement. Au vu de toutes les horreurs que l’humanité a traversées, il ne fait aucun doute à ses yeux que l’homme court un grand risque d’un jour ou l’autre mettre fin à son existence en tant qu’espèce. Tournant le dos aux romans, il s’intéresse à la science et consacre plus de 25 ans de sa vie à comprendre les sources de la grandeur et de la médiocrité humaine. Il publie alors un triptyque Les Somnambules (1959), Le Cri d’Archimède (1964) et Le Cheval dans la locomotive (1967). Le premier est consacré à l’histoire des représentations du monde et à l’émergence de la raison, le second à la créativité humaine et le troisième à ses capacités d’autodestruction et à de possibles solutions. Plus tard, lorsqu’il prend conscience de la dégradation de son état de santé, il publie une synthèse : Janus, A summing up revenant en particulier sur le péril que court l'humanité et les voies de solution. On peut voir dans ce quatrième livre une forme de testament destiné aux hommes qui prendront conscience de l’importance des risques d’autodestruction.
En 1976, intéressé par les origines des Juifs de l'Europe de l'Est, il écrit La Treizième Tribu, premier ouvrage qui conteste la thèse d'un peuple juif issu exclusivement ou majoritairement de l'exode des Juifs de Palestine après la première guerre judéo-romaine et qui avance l'idée d'une conversion massive d'une population autochtone d'Europe de l'Est par des prédicateurs juifs, le royaume khazar. Ces idées de Koestler sont reprises trente ans plus tard par Shlomo Sand dans l'ouvrage Comment le peuple juif fut inventé, mais sont par la suite réfutées par Shaul Stampfer (en) dans une longue analyse du sujet.
S'étant intéressé à la parapsychologie dès les années 1950, à la suite d'une expérience vécue lors de son incarcération en Espagne, il devient membre de la Society for Psychical Research. Cette préoccupation se reflète dans ses ouvrages L'Étreinte du crapaud (1971), Les Racines du hasard (1972) et dans le roman Les Call-girls (1972). Il fait d'ailleurs un legs à l'université d'Édimbourg pour la fondation d'une unité de recherche dans ce domaine, effectivement inaugurée un an après sa mort
En 1979, il participe au comité de patronage de Nouvelle École, revue liée à la Nouvelle Droite. Atteint de la maladie de Parkinson et de leucémie, il met fin à ses jours par absorption de médicaments en 1983, conjointement avec sa troisième épouse Cynthia. Il défendait depuis longtemps l'euthanasie volontaire et était devenu en 1981 vice-président d'« Exit (en) ».

## Publications

### Romans
- Au chat qui louche [« Wie ein Mangobaumwunder »], 1932
- Les Tribulations du camarade Lepiaf : roman [« Die Erlebnisse des Genossen Piepvogel in der Emigration »] (trad. de l'allemand), Paris, Calmann-Lévy, 2016 (1re éd. 1934), 366 p. (ISBN 978-2-7021-5870-8, BNF 45026510)[15]
- Spartacus [« The Gladiators »], Calmann-Lévy, 2006 (1re éd. 1939) (ISBN 978-2-7021-0895-6)
- Croisade sans croix : roman [« Arrival and Departure »] (trad. de l'anglais), Paris, Calmann-Lévy, 2005 (1re éd. 1943), 240 p. (ISBN 978-2-7021-3567-9, BNF 39963769)
- Le Zéro et l'Infini : roman [« Darkness at Noon »] (trad. de l'anglais), Paris, Calmann-Lévy, 2005 (1re éd. 1945), 247 p. (ISBN 978-2-7021-3562-4, BNF 39963772)
- La Tour d'Ezra [« Thieves in the Night »], 1946
- Les hommes ont soif [« The Age of Longing »], 1951
- Les Call girls [« The Call Girls »], 1972

### Théâtre
- Le Bar du crépuscule, une bouffonnerie mélancolique en quatre actes [« Twilight Bar : an escapade in four acts »], Éditions Aimery Somogy, 1945

### Essais
- Le Yogi et Le Commissaire [« The Yogi and the Commissar and other essays »], 1945 ; trad. fr. Dominique Aury et Jeanne Terracini, Éditions Charlot, 380 p., 1946 ; rééd. Le Livre de poche, 1969
- Réflexions sur la peine capitale, Paris, Gallimard, coll. « Folio », 2002 (1re éd. 1955), 282 p. (ISBN 978-2-07-041846-6, BNF 38802652)
- Les Somnambules : essai sur l'histoire des conceptions de l'Univers [« The sleepwalkers : a history of man's changing vision of the universe »], Paris, Calmann-Lévy, 1960 (1re éd. 1959)
- Le Cri d'Archimède : l'art de la découverte et la découverte de l'art [« The Act of creation »], 1964
- Le Cheval dans la locomotive [« The ghost in the machine »], 1967
- L'Étreinte du crapaud [« The case of the midwife toad »], 1971Un récit des recherches de Paul Kammerer sur le lamarckisme et les « coïncidences en série »
- Les Racines du hasard [« The roots of coincidence »], 1972Suite de L'Étreinte du crapaud
- (en) « Anecdotal cases », dans Alister Hardy, Robert Harvie (Psychologist), Arthur Koestler, The Challenge of Chance: A Mass Experiment in Telepathy and Its Unexpected Outcome, 1973 (ISBN 9780091169305, OCLC 641710885)
- (en) « Speculations on problems beyond our present understanding », dans The Challenge of Chance — op. cit.
- La Treizième Tribu : L'Empire khazar et son héritage [« The Thirteenth Tribe. The Khazar Empire and its Heritage »], Paris, Presses pocket, 2006 (1re éd. 1976), 267 p. (ISBN 978-2-266-03127-1, BNF 37169954)
- Janus [« Janus : A Summing Up »], Calmann-Lévy, 1994 (1re éd. 1978) (ISBN 978-2-7021-0287-9)Prolongement du Cheval dans la locomotive

La Quête de l'Absolu, 1981, Arthur Koestler a composé la présente anthologie. Il a relié par un fil conducteur les divers textes sélectionnés et procédé à un classement. Une première partie intitulée "A la recherche d'utopie" regroupe les textes politiques, et une seconde partie, "A la recherche d'une synthèse", rassemble des textes consacrés aux sciences et à la philosophie.
- La Pulsion vers l'autodestruction, Paris, Éditions de l'Herne, 2006, 143 p. (ISBN 978-2-85197-651-2, BNF 40974226)
- Analyse d'un miracle, Circé, coll. « Poche », 1998 (ISBN 978-2-84242-063-5)

Il a également publié de nombreux articles dans l'Encyclopædia Britannica.

### Autobiographies
- Un testament espagnol [« Spanish testament, Dialogue with death »], 1937
- La Lie de la terre [« Scum of the earth »], 1941Récit des persécutions du gouvernement français contre les étrangers, en 1939-1940.
- Le Dieu des ténèbres [« The god that failed »], 1950
- La Corde raide [« Arrow in the blue »], 1952
- Hiéroglyphes [« The invisible writing »], 1954
- Arthur Koestler et Cynthia Koestler, L'Étranger du square [« Stranger on the square »], 1983
- Œuvres autobiographiques : La Corde raide, Hiéroglyphes, Dialogue avec la mort ( = Un testament espagnol), La Lie de la terre, l’Étranger du square, Paris, Robert Laffont, coll. « Bouquins », 1994; édition établie (avec préface, chronologie, introductions, notes, bibliographie et index) par Phil Casoar.

### Préfacier
- Fred Uhlman (trad. Léo Lack, préf. Arthur Koestler), L'Ami retrouvé, Gallimard, coll. « Folio », 1983, 121 p. (ISBN 978-2-07-037463-2)

### Radio
- [Émission] Répliques, 25 juin 2005, avec Michel Laval et Daix, [lire en ligne]
- [Témoignage] Nuit rêvée, 9 juin 2018 (à partir de la minute 29), avec Serge Klarsfeld [lire en ligne]